# Taz Skylar
Tarek Yassin Skylar, dit Taz Skylar, né le 5 décembre 1995 aux Îles Canaries, est un acteur espagnol. Il est connu pour son rôle de Sanji Vinsmoke dans la série Netflix One Piece.

## Biographie
Skylar est né sur l'Îles Canaries de Tenerife, d'un père libanais, Hassan Yassin, et d'une mère britannique, Gwen Yassin. Il a travaillé dans la création de planches de surf dès l'âge de 15 ans après avoir quitté le lycée. Avant de devenir acteur, il pensait travailler dans le domaine de l'écriture, en tant qu'écrivain ou scénariste. 
Pour le tournage du live-action One Piece, Taz s'est mis aux arts martiaux. Il est aujourd'hui double ceinture noire de taekwondo.  

## Anecdotes liées àOne Piece
- Souhaitant se faire tatouer par rapport à One Piece, Taz a demandé à Eiichirō Oda s'il pouvait dessiner quelque chose de spécial pour lui, ce qu'il a fait. Il a donc un tatouage en bas de la jambe gauche : ce tatouage représente plusieurs lettres qui forment « One Piece »[3].
- Taz affirme posséder de nombreux points communs avec Sanji, le personnage qu'il incarne. Par exemple, il dit avoir une capacité à tomber facilement et rapidement amoureux, mais aussi d'être particulièrement têtu. Il dit également être quelqu'un de très minutieux qui va observer les moindres détails et chercher un sens à tout, comme Sanji avec la cuisine[4].
- Le personnage préféré de Taz dans One Piece est Baggy le Clown.

## Filmographie

### Cinéma
- 2019 : The Kill Team (en) : Sergeant Dawes
- 2019 : Lie Low : Marty
- 2020 : Villain (en) : Jason
- 2021 : The Chef (Boiling Point) : Billy
- 2022 : The Deal : Gin
- 2023 : Gassed Up : Bubz
- 2025 : Cleaner de Martin Campbell

### Télévision
- 2018-2019 : The Reserves : Caps
- 2022 : Agatha Raisin : Harry Beam
- 2022 : The Lazarus Project : Walt
- Depuis 2023 : One Piece : Sanji Vinsmoke
- 2023 : The Chef, la série (Boiling Point) : Billy